# 弗拉季斯拉夫·格里尼奥夫
弗拉季斯拉夫·谢尔盖耶维奇·格里尼奥夫（俄語：Владислав Сергеевич Гринёв，1996年7月21日—）生于莫斯科，是一名俄罗斯男子游泳运动员，主攻短距离自由泳，曾为莫斯科中央陆军俱乐部成员。格里尼奥夫七岁时开始练习游泳，由于成绩不太突出，他在大约16岁时一度想放弃游泳，后来为了能够进入大学，他改变想法，决定继续训练。后来，他进入了季米里亚泽夫农业科学院。